# Memorial Domingo Bárcenas 2020
El Memorial Domingo Bárcenas 2020 fue la 45ª edición del Torneo Internacional de España de balonmano. Sirvió de preparación para el Campeonato Europeo de Balonmano Masculino de 2020.
Se disputó entre el 3 de enero de 2020 y el 5 de enero del mismo año en el Pabellón Vicente Trueba de Torrelavega, Cantabria.

## Presentación
El memorial Domingo Bárcenas 2020 se presentó el 10 de mayo de 2019 en la localidad cántabra de Torrelavega, donde va a tener lugar la competición amistosa.
Al acto de presentación acudieron las principales autoridades de la localidad, como eran José Manuel Cruz Viadero, alcalde de Torrelavega y Jesús Sánchez Pérez, concejal de deportes; la directora general de deportes de Cantabria, Gloria Gómez, y los presidentes de la Federación Española de Balonmano y de la federación cántabra de balonmano, así como personalidades del principal club de la localidad, el Club Balonmano Torrelavega.
Durante el acto se anunció también que, como ya venía sucediendo también en años anteriores, allí se celebraría el Campeonato de España de Selecciones Autonómicas de balonmano, tanto masculino como femenino.
Ángel Fernández, Alex Dujshebaev y Daniel Dujshebaev disputaron, así, el torneo amistoso en su tierra, ya que los tres nacieron en Cantabria.

## Selecciones participantes
- Selección de balonmano de España
- Selección de balonmano de Rusia
- Selección de balonmano de Portugal
- Selección de balonmano de Polonia

## Plantilla de España
|  | Porteros - Rodrigo Corrales - Gonzalo Pérez de Vargas Extremos izquierdos - Ángel Fernández - Aitor Ariño Extremos derechos - Ferrán Solé - Aleix Gómez Pivotes - Julen Aginagalde - Adrià Figueras - Gedeón Guardiola | Laterales izquierdos - Iosu Goñi - Joan Cañellas - Viran Morros - Daniel Dujshebaev Centrales - Daniel Sarmiento - Raúl Entrerrios Laterales derechos - Alex Dujshebaev - Jorge Maqueda - David Fernández |

## Partidos

### 3 de enero
- Rusia 30-25  Polonia
- España 30-25  Portugal

### 4 de enero
- Rusia 25-27  Portugal
- España 35-31  Polonia

### 5 de enero
- Polonia 27-34  Portugal
- España 32-24  Rusia